# Unidade de carga
A unidade de carga é parte de um equipamento de movimentação e transporte de mercadorias. Consiste na concentração de vários materiais num só recipiente que permita a circulação completa dos produtos durante o trajecto e em diversos meios de transporte por onde vão passando, sem que estes se danifiquem (Unidade, 2008).
O uso deste sistema de movimentação resulta num menor trabalho no transporte de um conjunto de itens. O tamanho das unidades de carga pode variar aquando do seu transporte durante o processo produtivo. Estas tendem a ser maiores antes e depois da produção, isto é, sob a forma de matérias-primas ou produtos acabados (Machado, 2006).
Ao longo do processo de produção, as unidades de carga, devem ser tão pequenas quanto possível (até um item individual) de forma a se conseguir menores quantidades de produto semi-acabado e reduzidas perdas de tempo (Machado, 2006).

## Exemplos
Unidades de carga, podem ser(Machado, 2006):
- Paletes
- Fardos
- Peças individuais
- Tabuleiros
- Barris e Bidões
- Caixas
- Contentores para Avião ou Navio